# Proasellus vizcayensis
Proasellus vizcayensis là một loài chân đều trong họ Asellidae. Loài này được Henry & Magniez miêu tả khoa học năm 2003.